# 芸能界ワイドショー家族No.1決定戦
『芸能界ワイドショー家族No.1決定戦』（げいのうかい-かぞくナンバーワンけっていせん）は、ABCテレビ（朝日放送）制作で不定期に放送されたバラエティ特別番組。2011年から2012年にかけて3回放送された。

## 概要
芸能人一家たちがワイドショーものによって、報道されなかった身内自身のエピソード披露していき、誰が最もナンバーワンだったかを決定する番組である。
第1回は関西ローカルで2011年3月13日の15:30から放送される予定だったが同年3月11日に発生した東日本大震災の影響で延期となり、同年6月12日15:30から放送された。
第2回は2011年12月16日、第3回は2012年3月23日の20:00からテレビ朝日系列（フルネット局のみ）全国ネットで放送。

## 出演者

### 司会
- 明石家さんま

### アシスタント
- 喜多ゆかり（ABCアナウンサー）

### 審査員
第1回
- 関根勤
- 西川史子
- 杉村太蔵

第2回
- 関根勤
- マツコ・デラックス
- 森泉

第3回
- 関根勤
- 尾木直樹
- 平愛梨

### プレゼンター
第1回
- ほっしゃん。
- 木本武宏（TKO）
- ビビる大木
- 山里亮太（南海キャンディーズ）

第2回
- ほっしゃん。
- 土田晃之
- 河本準一（次長課長）
- ビビる大木

第3回
- ほっしゃん。
- ビビる大木
- コカドケンタロウ（ロッチ）
- 綾部祐二（ピース）

### 芸能人一家（出場者）
第1回
- TKO・木下隆行一家
- アンガールズ・田中卓志一家
- はるな愛一家
- 浅草キッド・玉袋筋太郎一家

第2回
- 柴田理恵一家
- スリムクラブ・真栄田賢一家
- 佐藤かよ一家
- よゐこ・濱口優一家

第3回
- 石田純一・東尾理子夫妻
- 小錦八十吉一家
- KABA.ちゃん一家
- キングコング・梶原雄太一家

### ナレーター
- 立木文彦
- 北沢力(第3回～)

## 優勝者
- 第1回：アンガールズ・田中卓志一家
- 第2回：よゐこ・濱口優一家
- 第3回：KABA.ちゃん一家

## スタッフ
第3回時点
- 構成：高須光聖、興津豪乃、藤本昌平、竹村武司、原木綿子(原のみ第2回～)
- SW：千葉明律
- カメラ：池田英孝
- VE：徳永一馬(第1回は、VTR担当)
- VTR：福重伸隆
- 音声：西崎知美
- 照明：斉藤卓
- 音響効果：矢部公英
- 美術プロデューサー：小美野淳一
- デザイン：岡嶋正浩
- 美術制作：宇賀田暁彦
- 装置：岡野浩典(第2回～)
- 操作：中尾了輔(第2回～)
- 電飾：斉藤幹也
- アクリル装飾：鈴木正樹(第2回～)
- 小道具：深山健太郎(第3回～)
- 花装飾：石井信彦(第2回～)
- 衣装：岡崎貴子
- メイク：マービィ(第2回～)
- 編集：増田直人(第1,3回)
- MA：中村裕子(第1,3回)
- 技術協力：池田屋、The TUBE、あ・うん、ふなや
- 美術協力：アックス
- リサーチ：スコープ
- CG：上野勇
- スタイリスト：波多野としこ
- 企画：藤田和弥（ABC）
- 編成：石橋義史（ABC）
- 番宣：高内三恵子・野嵜喜美子（ABC）(共に第3回～)
- デスク：中村美恵（ABC）
- AP：太田兼仁
- FD：岡本光弘(第3回～、第2回までは、ディレクター)
- ディレクター：石武士(第3回～)、橋本伸行(第2回～)、野中哲也(第3回～)、吉澤聡史(第3回～)、蓑島敦子(第3回～)
- 総合演出：古賀謙一
- 協力プロデューサー：五味渕英（よしもとクリエイティブ・エージェンシー）
- プロデューサー：田中和也・梶原英明・芝聡（ABC）、三浦雅登（BEE BRAIN）(芝のみ第3回～)
- チーフプロデューサー：井口毅（ABC、第1回は、プロデューサー）
- 制作：ABC、BEE BRAIN

### 過去のスタッフ
- カメラ：佐藤文
- VE：船山道夫
- 照明：笹川満
- 編集：木村有宏(第2回)
- MA：赤川淳(第2回)
- リサーチ：フォーミュレーション
- 番宣：岡崎由記・遠山雄大（ABC）
- ディレクター：阿部一志、目黒隆志、北村誠之（ABC）、馬場良仁(第2回)
- チーフプロデューサー：竹島和彦（ABC）
- 制作協力：GUTS ENTERTAINMENT

## 遅れネット局

### 第1回
| 放送対象地域   | 放送局     | 系列           | 放送日        | 放送時間      | 遅れ日数 | 備考                 |
| -------------- | ---------- | -------------- | ------------- | ------------- | -------- | -------------------- |
| 関東広域圏     | テレビ朝日 | テレビ朝日系列 | 2011年8月7日  | 15:30 - 17:25 | 56日     | スペシャルサンデー枠 |
| 中京広域圏     | メ〜テレ   | テレビ朝日系列 | 2011年7月2日  | 14:58 - 16:55 | 20日     |                      |
| 鳥取県・島根県 | 山陰放送   | TBS系列        | 2011年7月16日 | 12:00 - 15:55 | 34日     |                      |